# Saint-Pons (Alpes da Alta Provença)
Saint-Pons é uma comuna francesa na região administrativa da Provença-Alpes-Costa Azul, no departamento dos Alpes da Alta Provença. Estende-se por uma área de 32,06 km². Em 2010 a comuna tinha 624 habitantes (densidade: 19,5 hab./km²).